# Diócesis de Tisili
La Sede titular de Tisili es una Diócesis titular católica.

## Historia
La Diócesis de Tisili fue creada como Sede Episcopal titular de Tisili.

## Episcopologio
- Américo Henriques (3 Jul 1966 - 2 Feb 1971)
- José Manuel Estepa Llaurens (5 Sep 1972 - 30 Jul 1983)
- Oscar Angel Bernal (23 Ene 1986 - 18 Jun 1988)
- Hans-Jochen Jaschke (18 Nov 1988 - 11 de julio de 2023)
- Gilvan Pereira Rodrigues, desde el 4 de julio de 2025[1]